# Dominion VIII
Dominion VIII – ósmy album studyjny szwedzkiej grupy muzycznej Grave. Wydawnictwo ukazało się 21 kwietnia 2008 roku nakładem wytwórni muzycznej Regain Records.
Instrumenty zostały nagrane w Soulless Studio w Sztokholmie. Natomiast wokalizy w Sandkvie Studio Visby. Proces miksowania odbył się również w Sandkvie Studio. Z kolei mastering nagrań odbył się w Masters Of Audio w Sztojholmie.

## Lista utworów
Opracowano na podstawie materiału źródłowego
1. "A World In Darkness" (muz. Lindgren, Torndal, sł. Lindgren, Matti Kärki) - 05:58
2. "Fallen (Angel Son)" (muz. Lindgren, sł. Lindgren) - 04:56
3. "Deathstorm" (muz. Lindgren, sł. Lindgren) - 04:33
4. "Stained By Hate" (muz. Lindgren, Bergerstahl, sł. Lindgren) - 04:10
5. "Bloodpath" (muz. Lindgren, Torndal, Bergerstahl, sł. Lindgren) - 03:34
6. "Annihilated Gods" (muz. Lindgren, sł. Lindgren) - 05:12
7. "Sinners Lust" (muz. Lindgren, Bergerstahl, sł. Lindgren) - 03:55
8. "Dark Signs" (muz. Lindgren, Torndal, Bergerstahl, sł. Lindgren) - 04:16
9. "8th Dominion" (muz. Lindgren, Bergerstahl, sł. Lindgren) - 07:34

## Twórcy
Opracowano na podstawie materiału źródłowego
- Ola Lindgren - śpiew, gitara, realizacja dźwięku
- Fredrik Isaksson - gitara basowa
- Ronnie Bergerstahl - perkusja
- Henrik Jonsson - mastering
- Peter Othberg - realizacja dźwięku, produkcja muzyczna, miksowanie
- Olle Carlsson - zdjęcia
- Costin Chioreanu - okładka
- Pepe - dizajn